# Jean-Michel Prêtre
Pour les articles homonymes, voir Prêtre.
Jean-Michel Prêtre (né en 1958) est un haut fonctionnaire et magistrat français, procureur de la République de Nice de 2015 à 2019.

## Biographie
Jean-Michel Prêtre est titulaire d'un DEA de droit pénal et de science criminelles. Il entre comme auditeur de justice à l’École nationale de la magistrature en 1986.
Sa première affectation est au tribunal de grande instance de Blois en qualité de substitut du procureur de la République (décembre 1978 à décembre 1990). De janvier 1988 à décembre 1991, il exerce comme substitut au tribunal de première instance de Papeete en Polynésie française. En décembre 1991, il est nommé juge au tribunal de grande instance de Lyon. En janvier 1993, il est  juge d'instruction au Tribunal de grande instance de Saint Denis de la Réunion. En  mai 1996, alors qu'il allait conclure une instruction — attendue — dans une affaire touchant à la Compagnie générale des eaux, il est détaché dans les fonctions de sous-préfet de Langres, puis de Boulay-Moselle.
En juin 2001 il est nommé procureur de la République au tribunal de grande instance de Vesoul, et en janvier 2005, procureur de la République au tribunal de grande instance de Pointe à Pitre,.
En août 2011 il est nommé substitut du procureur général chargé du secrétariat général du parquet à la cour d'appel d'Aix-en-Provence. En février 2015 il est nommé procureur de la République au tribunal de grande instance de Nice,.
Il est le procureur chargé de l'enquête sur les attentats de Nice du 14 juillet 2016. Il s'exprime publiquement sur cette affaire en renonçant à poursuivre l’État et la ville de Nice à la suite des 23 plaintes déposées pour mise en danger de la vie d'autrui.
Il est chargé de l'enquête de l'affaire Omar Raddad. Jean-Michel Prêtre déclare à ce sujet « Pour moi l'affaire est finie », allant à l'encontre de la volonté d'Omar Raddad qui souhaite obtenir une révision de son procès.

## Controverses
Deux journalistes travaillant pour Mediapart considèrent que « le procureur de Nice fait montre d'une conception bien personnelle des règles de déontologie ». Parmi les comportements peu déontologiques de Jean-Michel Prêtre, un remonte à 2009, alors qu'il était en fonction à Pointe-à-Pitre. Dans une affaire criminelle, il s'avère qu'il a accusé coup sur coup deux personnes. La première a été disculpée très rapidement, quant à la seconde, Jean-Michel Prêtre a affirmé publiquement qu'on avait trouvé chez elle des munitions de même type que celles utilisées lors de l’assassinat. Un mois plus tard, l'instruction montrera qu'aucune munition n'avait été trouvée lors de l'enquête. La personne incriminée a été disculpée après des années de procédure. L'article de Mediapart invoque en outre des pressions indues sur des témoins afin qu'ils accréditent la thèse du ministère public.
En décembre 2018, Jean-Michel Prêtre a fait l'objet d'une perquisition à la suite de soupçons d'atteinte à la probité, menée par trois juges d'instruction accompagnés de policiers de l'office anticorruption,.
Celle-ci a eu lieu dans le cadre de l'affaire sur la succession de l'Hôtel Negresco à Nice. Ce palace, d'une valeur estimée à 300 millions d'euros, qui est placé sous administration judiciaire depuis 2013 en raison de l'état de santé de sa propriétaire, a fait l'objet de la part de Jean-Michel Prêtre d'une requête pour que soit mis fin à l'administration judiciaire, à l'étonnement de la direction et des salariés de l’hôtel,,. En réaction à sa perquisition, Jean-Michel Prêtre déclarera : « C'est très violent. Cela montre que l'institution judiciaire est aussi capable de mener des investigations sur ses propres magistrats. »,
L'enquête n'a rien révélé et aucune poursuite n'a été engagée contre Jean-Michel Prêtre. 
Lors de l'acte XIX des gilets jaunes, une manifestante d'Attac est violemment bousculée par une charge policière, causant plusieurs fractures crâniennes et nécessitant une hospitalisation. Plusieurs films diffusés sur internet montrent la scène sous différents angles. À la suite de leurs diffusions, Jean-Michel Prêtre disculpe les policiers présents, déclarant que la manifestante « n'a pas été touchée par les policiers" et qu'en l'état de l'enquête aucun élément n'établit de contact direct entre la victime et les forces de l'ordre. Cette déclaration provoque une vague d'indignation, notamment de la part d'Attac, qui demande la démission du procureur. Jean-Michel Prêtre, après avoir reçu d'autres vidéos allant à l'encontre des premiers éléments de l'enquête, admet qu'un policier était bien entré en contact avec la manifestante, et saisit un juge d'instruction. Le dossier, dépaysé, est confié à un juge lyonnais. Lorsque la presse révèle qu'il a confié l'enquête à la concubine du commissaire mis en cause, Jean-Michel Prêtre déclare « Je ne vois pas en quoi cela pose problème ? ». L'enquête a été confiée au service compétent et a abouti à la mise en cause d'un policier avant d'être confiée aux juges d'instruction.  Sa gestion de l'affaire relative à Madame Geneviève Legay, bousculée lors de la manifestation du 23 mars 2019, fait l'objet de différentes critiques. Le 12 avril 2019, le procureur général d'Aix-en-Provence convoque Jean-Michel Prêtre sur saisine de la direction des services judiciaires du ministère de la Justice, sans menace de sanction disciplinaire. Jean-Michel Prêtre dit avoir menti pour protéger le Président de la République.
Après avoir exercé quatre ans comme procureur à Nice,  Jean-Michel Prêtre est muté, à égalité de grade, au parquet de la cour d'appel de Lyon.

## Décorations
- Chevalier de l'ordre national du Mérite Chevalier dans l'Ordre National du Mérite depuis 2010.
- Médaille de la sécurité intérieure, or Médaille de la Sécurité Intérieure à l'échelon or[1].
- Chevalier de la Légion d'honneur Chevalier de la Légion d'Honneur en 2017 (promotion du 1er janvier)[28].
- Chevalier de l'Ordre National du Mérite Agricole,  Ordre national du Mérite 2019.